# Svelgen
Svelgen este o localitate din comuna Bremanger, provincia Sogn og Fjordane, Norvegia, cu o suprafață de 0,99 km² și o populație de 1.244 locuitori (2013).